# مینا اکیورکه
مینا اَکیورْکَه (زادهٔ ۲ ژوئیه ۱۹۴۹، در ایسالمی، فنلاند) یک هنرمند فنلاندی است. او برای نقاشی‌ها، طراحی‌ها و مجسمه‌هایش شناخته شده‌است. او همچنین در پروژه تولید و محافظت، نژاد لبنی بومی فنلاند فعال است. او به دلیل بی‌اعتنایی به فرهنگ جریان اصلی شهرت دارد و اقدامات او جنجال برانگیخته است.

## زندگی شخصی
مینا اَکیورْکَه سه فرزند دارد. او در سال ۲۰۰۸ و ۲۰۰۹ اظهار داشت که در اختلال طیف اوتیسم قرار دارد.